# 명령 027호
《명령 027호》(命令 027號)는 1986년에 공개된 조선민주주의인민공화국의 액션 영화이다. 

## 출연
- 김정운 - 철우 역
- 차성철 - 길남 역
- 김하춘 - 우재 역
- 리원복 - 영근 역
- 김혜선 - 은하 역
- 최영철 - 창현 역
- 한봉호 - 봉남 역
- 조광 - 천수 역
- 박근상 - 정규 역
- 김광문
- 전룡주 - 장영달 역
- 윤찬
- 최양
- 리광용
- 리훈
- 최호일
- 김명호
- 신제국